# The Hitchhiker's Guide to the Galaxy (televisieserie)
The Hitchhiker's Guide to the Galaxy is een Britse sciencefiction-komedieserie gebaseerd op Douglas Adams’ radio- en boekenserie Het transgalactisch liftershandboek. De serie telt zes afleveringen, die oorspronkelijk werden uitgezonden in januari en februari 1981.
Acteurs Simon Jones, Peter Jones en Mark Wing-Davey vertolkten allemaal hun rollen uit de radioserie.

## Ontwikkeling en productie
Na het succes van de eerste zeven afleveringen van de radioserie, allemaal uitgezonden in 1978, kreeg Douglas Adams de opdracht om een scenario te schrijven voor een eventuele televisieserie. Een animatieserie gebaseerd op de radioserie kwam in augustus 1978 even ter sprake, maar uiteindelijk werd besloten er een live-actionserie van te maken en alleen animatie te gebruiken voor de pagina’s van de Gids. John Lloyd, die samen met Adams aan de eerste radioserie had gewerkt, hield zich ook bezig met het scenario voor de televisieserie. Adams leverde in december 1979 zijn scenario voor een proefaflevering in. Alan J.W. Bell kreeg de opdracht de serie te produceren en regisseren.
Begin 1980 begon de productie van de proefaflevering op verschillende fronten. Rod Lord, van Pearce Animation Studios, regisseerde een 50 seconden durende proefaflevering over hoe de omschrijvingen in de Gids eruit zouden kunnen zien. Douglas Adams en Alan J.W. Bell waren beiden tevreden, en Lord kreeg toestemming alle animaties voor de eerste aflevering te doen. Uiteindelijk nam hij de animaties voor de hele televisieserie voor zijn rekening. Opnames vonden plaats in mei en juni 1980. De uiteindelijke versie van de proefaflevering werd voltooid op 2 juli 1980, en werd drie dagen later aan een testpubliek getoond. De aflevering werd door het testpubliek goed ontvangen, en dus werd begonnen met de opnames van de overige vijf afleveringen. Opnames hiervoor gingen door tot januari 1981.
Een probleem bij de productie was het personage Zaphod Beeblebrox, dat twee hoofden en drie armen heeft. Voor de televisieserie werd daarom een animatronic-hoofd op het kostuum gemonteerd. Bediening van dit hoofd bleek lastig, waardoor het in de meeste scènes niets deed. De derde arm werd meestal uit beeld gehouden door te doen alsof Zaphod deze in zijn jaszak had gestoken. Voor de scènes waar de arm wel nodig was nam Mike Kelt plaats achter Mark Wing-Davey.
Het gat in productie tussen de proefaflevering en de andere afleveringen zorgde voor een paar continuïteitsproblemen. Gezien het feit dat het basismateriaal voor de serie soms erg complex was voor een tv-bewerking, werden sommige afleveringen 35 minuten lang. De serie onderging in de jaren erop een paar herbewerkingen, onder andere om de afleveringen in te korten naar 30 minuten. Tevens werden enkele afleveringen bewerkt tot televisiefilms.
Voor de televisieserie werden twee belangrijke veranderingen aangebracht in de rolbezetting. Zo verving David Dixon Geoffrey McGivern als Bank, en Sandra Dickinson Susan Sheridan als Trillian. Dit omdat McGivern visueel niet leek op zijn personage, en Sheridan niet beschikbaar was.
Enkele locaties waar de serie werd opgenomen zijn een kleiput en de voormalige Par—Fowey-spoorwegtunnel in Cornwall, de Edmonds Farm en Red Lion pub in Sussex, de Budgemoor Golf & Country Club nabij Henley-on-Thames en het Peak District National Park.

## Mogelijkheden voor een tweede serie
Er stond een tweede seizoen op de planning. Adams kreeg echter onenigheid met de BBC (waarover precies varieert per bron, maar onder andere budget, scripts en betrokkenheid van Alan Bell en/of Geoffrey Perkins worden als mogelijke redenen gezien). Derhalve werd de tweede serie nooit gemaakt. Elementen die eigenlijk bestemd waren voor de verhaallijn van dit tweede seizoen werden in plaats daarvan verwerkt in het derde boek uit de franchise, Life, the Universe and Everything.

## Rolverdeling
- Simon Jones als Arthur Dent (Hugo Veld)
- David Dixon als Ford Prefect (Amro Bank)
- Mark Wing-Davey als Zaphod Beeblebrox (Zefod Bijsterbuil)
- Sandra Dickinson als Trillian (trema)
- Peter Jones als de stem van De Gids

Verder hadden een paar bekende acteurs cameo’s in de serie, waaronder Douglas Adams zelf.

## Documentaire
In 1992 schreef en regisseerde Kevin Davies een "making of"-documentaire over de serie getiteld The Making of the Hitchhiker's Guide to the Galaxy. Davies had voorheen al meegewerkt aan enkele theaterproducties gebaseerd op de radioserie. Voor de documentaire gebruikte Davies veel thuisvideo’s en foto’s die hij had gemaakt in de jaren 80, tijdens de productie van het eerste seizoen. Deze combineerde hij met nieuwe vraaggesprekken met acteurs.

## Prijzen
De serie won de volgende prijzen:
- Royal Television Society:
  - Beste originele programma
- BAFTA:
  - Beste VTR Editor: Ian Williams
  - Beste Geluidssupervisor: Michael McCarthy
  - Beste Graphics: Rod Lord